# Wigilia Wszystkich Świętych
Wigilia Wszystkich Świętych (tytuł oryginału Hallowe'en Party) – powieść kryminalna brytyjskiej pisarki Agathy Christie, wydana w Wielkiej Brytanii w 1969 roku. 

## Opis fabuły
Podczas przyjęcia dla dzieci z okazji święta Halloween zostaje popełnione morderstwo, którego ofiarą pada nastoletnia dziewczyna, Joyce Reynolds. Ktoś wepchnął jej głowę do miski z wodą i przytrzymał. Jedyną wskazówką jest to, że dziewczyna wcześniej głośno chwaliła się, że była świadkiem morderstwa. Dochodzenie w tej sprawie podejmuje Herkules Poirot. Mimo podeszłego wieku i choroby, detektyw wytrwale dąży do rozwiązania sprawy. Niestety, ofiar przybywa - w podobny sposób zamordowany zostaje również młodszy brat Joyce, Leopold. Hercules Poirot odkrywa, że kluczem do rozwiązania zagadki musi być jakaś dawna miejscowa zbrodnia, o której wiedziały dzieci. Wszczyna więc śledztwo w sprawie kilku zawiłych spraw z przeszłości. 

## Rozwiązanie
Winna śmierci Joyce jest Rowena Drake, organizatorka przyjęcia. Przestraszyła się słów dziewczynki, ponieważ kilka lat wcześniej, do spółki z miejscowym ogrodnikiem zamordowała swoją konkurentkę do spadku po zmarłej ciotce, jej służącą - Olgę Seminoff.
Hercules Poirot domyśla się winy pani Drake dzięki relacji innej uczestniczki przyjęcia, miejscowej nauczycielki. Jej zdaniem Rowena miała w pewnym momencie przypadkiem upuścić cenny wazon i oblać się wodą. Detektyw odkrywa, że była to specjalnie przygotowana sztuczka, mająca odwrócić podejrzenia od mokrych śladów na ubraniu morderczyni, jakie zapewne powstały przy topieniu ofiary.
Tak naprawdę to jednak nie Joyce, a jej koleżanka, Miranda Butler widziała morderstwo. Okazało się, że Joyce chciała jedynie wzbudzić usłyszaną historyjką zainteresowanie znanej pisarki kryminałów, Ariadny Olivier, obecnej wtedy na przyjęciu. Pani Drake nie mogła jednak o tym wiedzieć, więc kiedy usłyszała słowa Joyce, postanowiła czym prędzej ją uciszyć. Leopold natomiast musiał zginąć, ponieważ jak się okazało, był młodocianym szantażystą. Odkrył, kto zamordował siostrę i brał od pani Drake pieniądze w zamian za milczenie.
Kiedy para morderców zdaje sobie sprawę, że prawdziwy świadek wciąż żyje, postanawiają zgładzić Mirandę. Ogrodnik, Michael Garfield wywozi dziewczynkę poza miasto i podstępnie próbuje podać jej truciznę. Kiedy jednak zostaje w porę obezwładniony, chcąc uniknąć odpowiedzialności za wcześniejsze zbrodnie, sam wypija zatruty sok.